# Vineri (film din 1995)
Vineri  (titlu original Friday) este un film de comedie dramatică din 1995. Filmul este regizat de F. Gary Gray (debut regizoral). În film interpretează Ice Cube, Chris Tucker, Nia Long, Bernie Mac, Tommy Lister, Jr. și John Witherspoon. Filmul prezintă 16 ore din viața lui Craig Jones (Ice Cube) și Smokey (Chris Tucker), care trebuie să plătească unui traficant de droguri 200 dolari$ până vineri noaptea la ora 10:00 PM. A avut două continuări: Vinerea viitoare (2000) și Vineri, în ajun de Crăciun (2002).

## Prezentare
Craig Jones (Cube) și Smokey (Tucker) sunt doi tineri leneși din Los Angeles. Smokey îl convinge pe Craig să fumeze iarbă pentru prima dată într-o zi vineri. Dar un traficant de droguri le cere  200 de dolari pentru ceea ce au consumat. Cei doi trebuie să-și plătească datoria până vineri seara, cu orice preț...

## Distribuție
- Ice Cube -  Craig Jones
- Chris Tucker - Smokey
- Nia Long - Debbie
- Bernie Mac - Pastor Clever
- Tiny "Zeus" Lister, Jr. - Deebo
- John Witherspoon - Willie Jones
- Anna Maria Horsford - Betty Jones
- Regina King - Dana Jones
- Paula Jai Parker - Joi
- Faizon Love - Big Worm
- DJ Pooh - Red
- Angela Means - Felisha
- Vickilyn Reynolds - Joann
- Ronn Riser - Stanley JR
- Kathleen Bradley - Mrs. Parker
- Tony Cox - Mr. Parker
- Anthony Johnson - Ezail
- Demetrius Navarro - Hector
- Jason Bose Smith - Lil' Chris
- Justin Revoner - Copil  #1
- Meagan Good - Copil #2
- Lawanda Page - Old Lady
- Terri J. Vaughn - China
- Yvette Wilson - Rita
- WC - Shooter
- Reynaldo Rey - Tatăl lui Red
- F. Gary Gray (cameo) - Stanley
- Michael Clarke Duncan (nemenționat) - Craps player

## Primire
Filmul a primit recenzii majoritar pozitive din partea criticilor. Rotten Tomatoes a acordat filmului un scor de 77% pe baza a  22 de recenzii. Metacritic a dat filmului un scor pozitiv de  72%, pe baza a  10 de recenzii.
Recunoașteri ale American Film Institute:
- AFI's 100 Years...100 Movie Quotes (100 de ani... 100 de replici):
  - "Damn!" - Nominalizare[4]